# 维达湾猪笼草
維達猪笼草（学名：Nepenthes weda）是印尼特有的热带食虫植物，原生於北马鲁古的哈馬黑拉島，目前只在接近島中央的維達灣的武吉林柏(Bukit Limber)。生长在海拔415-1014米的低高山森林中。